# Liste der Kulturgüter in Oberbüren
Die Liste der Kulturgüter in Oberbüren enthält alle Objekte in der Gemeinde Oberbüren im Kanton St. Gallen, die gemäss der Haager Konvention zum Schutz von Kulturgut bei bewaffneten Konflikten, dem Bundesgesetz vom 20. Juni 2014 über den Schutz der Kulturgüter bei bewaffneten Konflikten sowie der Verordnung vom 29. Oktober 2014 über den Schutz der Kulturgüter bei bewaffneten Konflikten unter Schutz stehen.
Objekte der Kategorie A sind im Gemeindegebiet nicht ausgewiesen, Objekte der Kategorie B sind vollständig in der Liste enthalten, Objekte der Kategorie C fehlen zurzeit (Stand: 1. Januar 2023).

## Kulturgüter
| Foto | | Objekt                                                                       | Kat. | Typ | Standort                      | Beschreibung              |
| ---- | --- | ---------------------------------------------------------------------------- | ---- | --- | ----------------------------- | ------------------------- |
| ja   | Datei hochladen · Wikidata zu Kloster St. Gallenberg (Q15823908)                                        | Benediktinerinnenkloster St. Gallenberg KGS-Nr.: 08208                       | A    | G   | Glattburg 108 729530 / 258100 |                           |
| BW   | Datei hochladen · Wikidata zu Glattburg (Q101068034)                                                    | Glattburg, Benediktinerinnenkloster St. Gallusberg KGS-Nr.: 00070            | B    | F   | 729519 / 258102               |                           |
| BW   | Datei hochladen · Wikidata zu Gielen-Glattburg, mittelalterliche Burgstelle (Q101068035)                | Gielen-Glattburg, mittelalterliche Burgstelle KGS-Nr.: 00812                 | B    | F   | 731700 / 254570               |                           |
| ja   | Datei hochladen · Wikidata zu Betonbrücke über die Thur (Q29786705)                                     | Betonbrücke über die Thur KGS-Nr.: 08207                                     | B    | G   | Billwil 730071 / 257970       | 1904 von Maillart erbaut. |
| ja   | Datei hochladen · Wikidata zu Grosses Haus (Q29786707)                                                  | Grosses Haus KGS-Nr.: 08209                                                  | B    | G   | Im Dorf 4 729888 / 257048     |                           |
| BW   | Datei hochladen · Wikidata zu Archiv der Benediktinerinnen-Abtei St. Gallenberg, Musikalien (Q27485370) | Archiv der Benediktinerinnen-Abtei St. Gallenberg, Musikalien KGS-Nr.: 09541 | B    | S   | Glattburg 108 729519 / 258105 |                           |